# NGC 5101
NGC 5101 أو إن جي سي 1501 هيَ مجرة محدبة ضِمن كوكبة الشجاع.

## وصلات خارجية
- NGC 5101 على موقع ويكي سكاي: DSS2, SDSS, GALEX, IRAS, Hydrogen α, X-Ray, Astrophoto, Sky Map, Articles and images